# Aleuropteridis filicicola
Aleuropteridis filicicola là một loài côn trùng cánh nửa trong họ Aleyrodidae, phân họ Aleyrodinae.
Aleuropteridis filicicola được Newstead miêu tả khoa học đầu tiên năm 1911.